# Linas Balčiūnas
Linas Balčiūnas (Jonava, 14 de febrero de 1978) es un ciclista lituano que fue profesional desde el año 1999 hasta 2008.

## Palmarés
| 1999 - Chrono Champenois 2000 - 1 etapa del Tour de l'Ain 2001 - 1 etapa del Tour de Picardie | 2004 - 1 etapa del Bałtyk-Karkonosze Tour 2005 - 1 etapa del Tour de Poitou-Charentes 2008 - 1 etapa del Dookoła Mazowsza |